# Monster Ark
Monster Ark är en amerikansk TV-film från 2008 i regi av Declan O'Brien, med Renée O'Connor, Tim DeKay, Tommy "Tiny" Lister och Amanda Crew i rollerna.

## Handling
Arkeologen Dr. Nicholas Zavaterro (Tim DeKay) och Dr. Ava Greenway (Renée O'Connor) hittar ett gammalt skepp som visar sig vara resterna av Noaks ark, men istället för djur gömmer det sig en ondskefull varelse där.

## Rollista
| Renée O'Connor      | – Dr. Ava Greenway       |
| Tim DeKay           | – Dr. Nicholas Zavaterro |
| Tommy "Tiny" Lister | – Sgt. Gentry            |
| Amanda Crew         | – Joanna                 |
| Carlos Leon         | – Belus                  |
| Bill Parks          | – Russell                |
| Richard Gnolfo      | – Wilson                 |
| Tommy Nohilly       | – Coles                  |
| Vlado Mihailov      | – Martinez               |